# ニナ・ヘレロバ
ニナ・ヘレロバ（Nina Wienand Herelová、1993年7月30日 - ）は、スロバキアの女子バレーボール選手。ポジションはミドルブロッカー。スロバキア代表。

## 来歴
- クラブチーム

ボイニツェ出身。2008年、COP Nitraに入団。2010年、VK Slávia EU Bratislavaへ加入し、3年間在籍。2010/11、2012/13シーズンのスロバキア国内リーグで2回の優勝を果たした。2013年、オーストリアのSVS Post Schwechatと契約し、2013/14、2014/15シーズンのオーストリアリーグで連覇を達成した。2015年8月、チェコのVKプロスチェヨフへ移籍し、3年間在籍し、2015/16、2016/17、2017/18シーズンのチェコエクストラリーグでは3連覇に貢献した。2018年6月、ポーランドのBKS Stal Bielsko-Białaとの契約が発表され、2018/19シーズンのタウロンリーガでは5位となった。2019/20シーズンはフランスリーグのVandœuvre Nancy Volley-Ballでプレーした。2020年6月、ドイツのLadies in Black Aachenへ移籍し、2020/21シーズンのブンデスリーガに出場した。2021年7月、VCヴィースバーデンへ移籍し、2022/23シーズンのブンデスリーガとドイツカップで5位となった。
- 代表チーム

アンダーカテゴリーの代表として2009年、U-19世界選手権に出場した。同年のU-18欧州選手権では4位となった。2011年、ペルーで開催されたU-20世界選手権に出場し7位となった。2015年、シニア代表に初選出された。2017年、ヨーロッパリーグで銅メダルを獲得した。2019年、欧州選手権に出場した。2023年に代表復帰し欧州選手権に出場した。

## 球歴
- 欧州選手権 - 2019年、2023年

## 受賞歴
- 2015年　2014/15オーストリアリーグ　ベストスパイカー賞

## 所属クラブ
- COP Nitra（2008-2010年）
- VK Slávia EU Bratislava（2010-2013年）
- SVS Post Schwechat（2013-2015年）
- VKプロスチェヨフ（2015-2018年）
- BKS Stal Bielsko-Biała（2018-2019年）
- Vandœuvre Nancy Volley-Ball（2019-2020年）
- Ladies in Black Aachen（2020-2021年）
- VCヴィースバーデン（2021-）